# 클라우스 킨스키
클라우스 킨스키(Klaus Kinski, 1926년 10월 18일 ~ 1991년 11월 23일)는 독일의 배우이다. 130편이 넘는 영화에 출연하였으며, 베르너 헤어초크의 여러 영화에서 주인공을 맡은 것으로 유명하다.

## 출연작
- 《노스페라투》
- 《황야는 통곡한다》 - 미겔 가르시아 역
- 《상하이 이인창관》
- 《보이첵》
- 《피츠카랄도》
- 《코브라 베르데》
- 《아귀레, 신의 분노》 - 아귀레 역
- 《나의 친애하는 적 - 클라우스 킨스키》 (다큐멘터리)

## 친딸 성폭행
클라우스 킨스키가 가수인 첫 번째 아내 Gislinde Kühbeck과의 사이에서 낳은 맏딸 폴라 킨스키는 2013년 1월, 독일의 시사주간지 슈테른과 진행한 인터뷰에서 아버지가 자신을 14년간 성폭행한 사실을 고백하였다. 폴라 킨스키는 어머니가 이혼 후 다른 남자를 만나게 되자 아버지가 유럽 전역을 여행하며 작업할 때 자신을 함께 데려가 학대했다고 밝혔다. 클라우스 킨스키는 자신에게 소리를 지르며 벽에 던지고 성폭행하였으며 값 비싼 선물을 사줘 무마하려고 한 사실을 전했다. 폴라는 클라우스가 5세 때부터 19세까지 14년의 기간 동안 자신을 성폭행하였으며, 저항하였으나 개의치 않고 자신이 원하는 대로 했다고 밝혔다. 폴라 킨스키는 어린 시절 내내 아버지에 대한 공포에 시달렸으며 아버지에 대한 극찬을 참기 힘들어 학대 사실을 밝히게 되었다고 말했다. 인터뷰 이후 미국의 할리우드 리포터와 스웨덴의 더 로컬 등이 사실을 재보도하였으며, 폴라 킨스키는 자서전 『아이의 입』을 출간하여 구체적인 학대 사실을 밝힐 것을 계획하고 있다.
폴라 킨스키가 아버지가 학대한 사실을 밝힌 후, 이복동생 나스타샤 킨스키 역시 학대 사실을 고백하였다. 나스타샤의 학대 사실은 2013년 1월 13일 발행된 독일의 신문 『빌트 암 존탁』과의 인터뷰에서 알려졌는데, 자신이 4~5세였을 당시 클라우스 킨스키가 도망갈 수 없을 정도로 껴안았고 성폭행하려 했던 사실을 밝혔다.